# Grivice
Grivice är en ort i Bosnien och Hercegovina.   Den ligger i entiteten Federationen Bosnien och Hercegovina, i den centrala delen av landet, 60 km norr om huvudstaden Sarajevo. Grivice ligger 341 meter över havet och antalet invånare är 2 437.
Terrängen runt Grivice är kuperad åt sydväst, men åt nordost är den platt.Runt Grivice är det ganska tätbefolkat, med 93 invånare per kvadratkilometer.. Närmaste större samhälle är Tuzla, 17,9 km nordost om Grivice. 
I omgivningarna runt Grivice växer i huvudsak blandskog.